# Torontáldinnyés

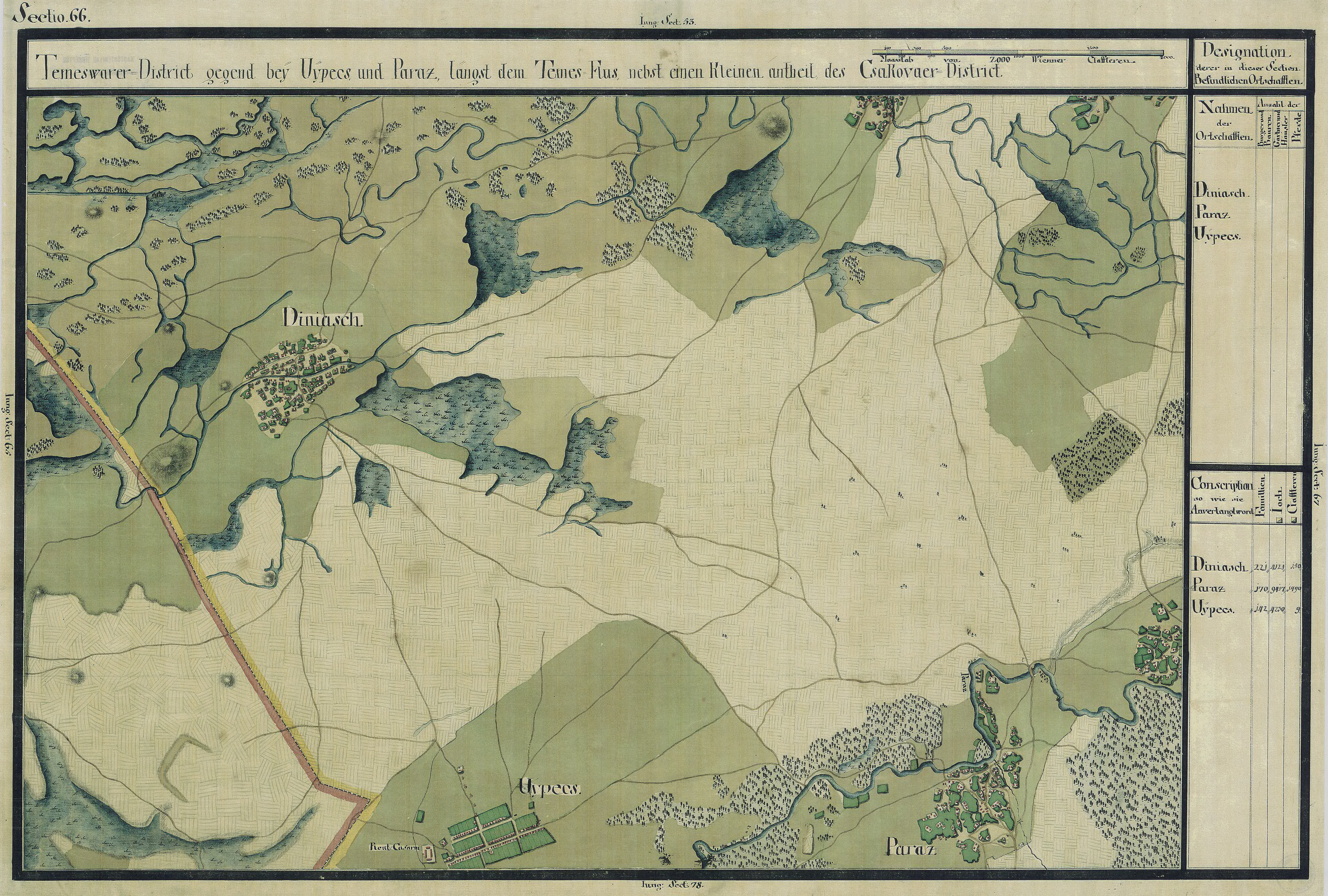
Torontáldinnyés egy régi térképen

Torontáldinnyés, románul: Diniaș, szerbül: Дињаш, falu Romániában, a Bánságban, Temes megyében.

## Fekvése
Temesvártól délnyugatra fekvő település.

## Története
Torontáldinnyés nevét 1723-ban említette egy oklevél, de a fennmaradt adatok szerint már a török hódoltság előtt fennállt. 1723-ban Dingnas, 1828-ban Dinyas, 1851-ben Dinnyás, 1913-ban Torontáldinnyés néven írták.
A 17. században, a szerbek letelepedésekor a falu még a határához tartozó Szelistye dűlő helyén feküdt. Az 1717. évi kincstári összeíráskor a temesvári kerülethez tartozott. Ekkor 50 lakott házat írtak benne össze. A Mercy-féle térképen Dingnas alakban tüntették fel, 1779-ben csatolták Torontál vármegyéhez.
1851-ben Fényes Elek írta a településről: „Dinnyás, Torontál vármegyei rác falu, Új-Pécshez északra 1 órányira, Temes vármegye szélén: 8 katholikus, 1618 óhitű lakossal, anyatemplommal, s 104 6/8 egész telekkel. Földesura a Kamara.”
A trianoni békeszerződés előtt Torontál vármegye Párdányi járásához tartozott. 1910-ben 1665 lakosából 1578 szerb, 31 román, 27 magyar volt. Ebből 1603 görög keleti ortodox, 39 római katolikus volt. A 20. század elején Schwarz Lajos volt itt a nagyobb birtokos.

## Nevezetességek
- Görög keleti szerb temploma 1840-ben épült.
- Madár- és talajrezervátum: 5 ha szikes talajú védett terület